# Deshnoke

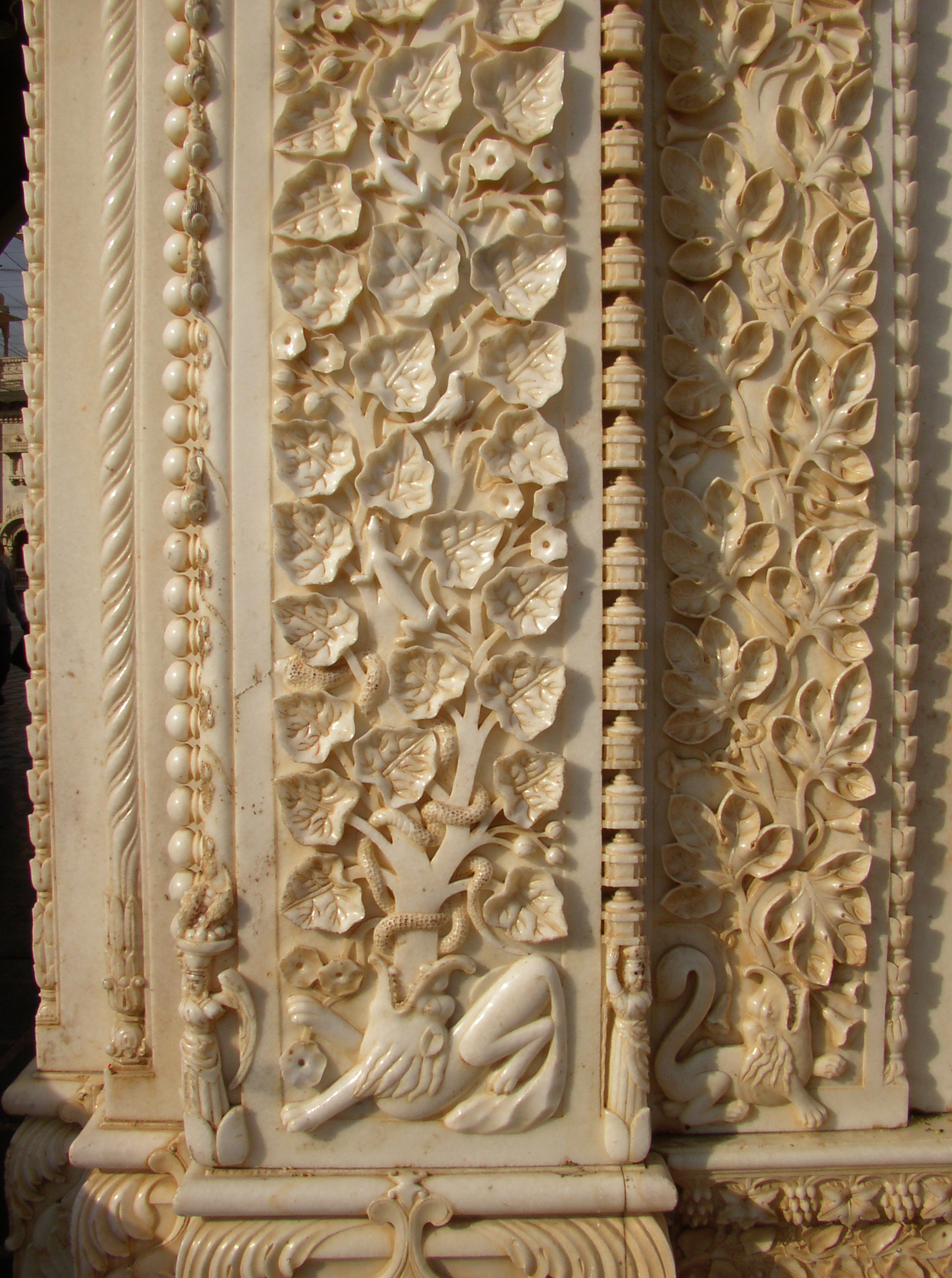

Deshnoke là một thành phố và khu đô thị của quận Bikaner thuộc bang Rajasthan, Ấn Độ.

## Địa lý
Deshnoke có vị trí 27°48′B 73°21′Đ / 27,8°B 73,35°Đ Nó có độ cao trung bình là 265 mét (869 feet).

## Nhân khẩu
Theo điều tra dân số năm 2001 của Ấn Độ, Deshnoke có dân số 15.791 người. Phái nam chiếm 51% tổng số dân và phái nữ chiếm 49%. Deshnoke có tỷ lệ 51% biết đọc biết viết, thấp hơn tỷ lệ trung bình toàn quốc là 59,5%: tỷ lệ cho phái nam là 60%, và tỷ lệ cho phái nữ là 41%. Tại Deshnoke, 19% dân số nhỏ hơn 6 tuổi.